# بوجیسک-استروشکا
بوجیسک-استروشکا (به لهستانی:  Budzisk-Strużka) یک روستا در لهستان است که در گمینا یانوو (استان پودلاسکی) واقع شده‌است.